# Fußball-Weltmeisterschaft 2014/Frankreich
Dieser Artikel behandelt die französische Nationalmannschaft bei der Fußball-Weltmeisterschaft 2014, in der sie bis in das Viertelfinale kam. 2014 nahmen Frankreichs Männer zum 14. Mal an einer Weltmeisterschaftsendrunde teil.

## Qualifikation
Frankreich traf in der Europa-Gruppe I auf folgende Gegner:
| Frankreich | - | Spanien  | 0:1 und 1:1 |
| Frankreich | - | Finnland | 3:0 und 1:0 |
| Frankreich | - | Georgien | 3:1 und 0:0 |
| Frankreich | - | Belarus  | 3:1 und 4:2 |

Als Gruppenzweiter mussten die Bleus anschließend noch zwei Barrage-Spiele austragen, um sich für die WM-Endrunde zu qualifizieren. Dabei verloren sie gegen die Ukraine das Hinspiel mit 0:2, setzten sich vier Tage später im heimischen Stade de France jedoch mit 3:0 durch.
In diesen zehn Begegnungen hat Trainer Didier Deschamps häufig umgestellt, auch mehrfach mit unterschiedlichen Spielsystemen – insbesondere dem 4-2-3-1 und einer Taktik mit zwei Stoßstürmern − experimentiert sowie insgesamt 31 Spieler eingesetzt, von denen lediglich drei an sämtlichen Partien teilgenommen haben. Von dem Aufgebot, das Frankreich bei der WM 2010 blamiert hatte, gehörten mit Lloris, Evra und Ribéry gleichfalls nur noch drei zu Deschamps’ Stammformation (siehe Abbildung rechts).
Im Einzelnen wurden berücksichtigt (wobei beispielsweise „2e“ für zwei Einwechslungen steht):
Tor

Hugo Lloris (10)
Abwehr

Patrice Evra (8), Laurent Koscielny (6), Mamadou Sakho (5), Mathieu Debuchy (4), Éric Abidal (4), Raphaël Varane (3), Bacary Sagna (2+1e), Mapou Yanga-Mbiwa (2), Gaël Clichy (2), Anthony Réveillère (1)
Mittelfeld

Mathieu Valbuena (6+4e), Blaise Matuidi (7+2e), Paul Pogba (6), Yohan Cabaye (5+1e), Moussa Sissoko (1+5e), Samir Nasri (2+2e), Christophe Jallet (3), Rio Mavuba (2), Josuha Guilavogui (1+1e), Abou Diaby (1), Étienne Capoue (1), Maxime Gonalons (1)
Angriff

Franck Ribéry (10), Karim Benzema (7+2e), Olivier Giroud (6+3e), Jérémy Ménez (2+3e), Loïc Rémy (1+2e), Dimitri Payet (1), Bafétimbi Gomis (1e), André-Pierre Gignac (1e)
Torschützen

Frankreichs 18 Treffer erzielten Ribéry (5), Giroud, Benzema, Sakho (je 2), Diaby, Capoue, Jallet, Valbuena, Nasri und Pogba (je 1). Dazu kam ein Eigentor des Finnen Joona Toivio.

## Französisches Aufgebot
Deschamps hat bei der FIFA am 13. Mai 2014 eine erste Liste von 30 Spielern eingereicht; dabei hat er bereits differenziert, indem er sieben von ihnen als mögliche Nachrücker (réservistes) gekennzeichnet hat. Der Trainer begründete seine frühe Festlegung mit den Worten, er sei immer überzeugt gewesen, dass er damit bei den Ausgewählten „die richtige Einstellung befördern“ könne, dieweil bei den „Reservisten“ keine unrealistischen Hoffnungen geschürt würden.
Nur fünf Tage später musste er allerdings Torhüter Steve Mandanda, der sich am letzten Spieltag der Ligue 1 einen Einriss des ersten Halswirbels zugezogen hatte, durch Stéphane Ruffier ersetzen. Diese 23 Aktiven für Brasilien hat der Trainer am 2. Juni auch der FIFA gemeldet. Am 6. Juni erklärten nach Mandanda jedoch, gleichfalls verletzungsbedingt, auch noch Franck Ribéry und Clément Grenier ihren Verzicht auf die WM-Teilnahme; für sie hat Deschamps Rémy Cabella und Morgan Schneiderlin nachnominiert. Der endgültige Kader umfasst somit folgende Fußballer:
| Nr.        | Name                | Verein (a)              | Geburtstag | Sp. (b) (Tore) | WM- Sp. (c)  | WM- Tore (c) | Rot          | G/R          | Gelb         |
| Tor        | Tor                 | Tor                     | Tor        | Tor            | Tor          | Tor          | Tor          | Tor          | Tor          |
| ---------- | ------------------- | ----------------------- | ---------- | -------------- | ------------ | ------------ | ------------ | ------------ | ------------ |
| 23         | Mickaël Landreau    | SC Bastia               | 14.05.1979 | 11 (0)         | ohne Einsatz | ohne Einsatz | ohne Einsatz | ohne Einsatz | ohne Einsatz |
| 01         | Hugo Lloris         | Tottenham Hotspur (ENG) | 26.12.1986 | 57 (0)         | 5            | 0            | 0            | 0            | 0            |
| 16         | Stéphane Ruffier    | AS Saint-Étienne        | 27.09.1986 | 2 (0)          | ohne Einsatz | ohne Einsatz | ohne Einsatz | ohne Einsatz | ohne Einsatz |
| Abwehr     |                     |                         |            |                |              |              |              |              |              |
| 02         | Mathieu Debuchy     | Newcastle United (ENG)  | 28.07.1985 | 21 (2)         | 4            | 0            | 0            | 0            | 0            |
| 17         | Lucas Digne         | Paris Saint-Germain     | 20.07.1993 | 2 (0)          | 1            | 0            | 0            | 0            | 0            |
| 03         | Patrice Evra        | Manchester United (ENG) | 15.05.1981 | 58 (0)         | 4            | 0            | 0            | 0            | 1            |
| 21         | Laurent Koscielny   | FC Arsenal (ENG)        | 10.09.1985 | 17 (0)         | 4            | 0            | 0            | 0            | 0            |
| 13         | Eliaquim Mangala    | FC Porto (POR)          | 13.02.1991 | 3 (0)          | ohne Einsatz | ohne Einsatz | ohne Einsatz | ohne Einsatz | ohne Einsatz |
| 15         | Bacary Sagna        | FC Arsenal (ENG)        | 14.02.1983 | 41 (0)         | 1            | 0            | 0            | 0            | 0            |
| 05         | Mamadou Sakho       | FC Liverpool (ENG)      | 13.02.1990 | 19 (2)         | 4            | 0            | 0            | 0            | 0            |
| 04         | Raphaël Varane      | Real Madrid (SPA)       | 25.04.1993 | 6 (0)          | 5            | 0            | 0            | 0            | 0            |
| Mittelfeld |                     |                         |            |                |              |              |              |              |              |
| 06         | Yohan Cabaye        | Paris Saint-Germain     | 14.01.1986 | 30 (3)         | 4            | 0            | 0            | 0            | 2            |
| 14         | Blaise Matuidi      | Paris Saint-Germain     | 09.04.1987 | 23 (3)         | 5            | 1            | 0            | 0            | 1            |
| 12         | Rio Mavuba          | OSC Lille               | 08.03.1984 | 12 (0)         | 1            | 0            | 0            | 0            | 0            |
| 19         | Paul Pogba          | Juventus Turin (ITA)    | 15.03.1993 | 11 (2)         | 5            | 1            | 0            | 0            | 1            |
| 22         | Morgan Schneiderlin | FC Southampton (ENG)    | 11.08.1989 | 1 (0)          | 1            | 0            | 0            | 0            | 0            |
| 18         | Moussa Sissoko      | Newcastle United (ENG)  | 16.08.1989 | 17 (0)         | 4            | 1            | 0            | 0            | 0            |
| 08         | Mathieu Valbuena    | Olympique Marseille     | 28.09.1984 | 34 (5)         | 4            | 1            | 0            | 0            | 0            |
| Angriff    |                     |                         |            |                |              |              |              |              |              |
| 10         | Karim Benzema       | Real Madrid (SPA)       | 19.12.1987 | 66 (21)        | 5            | 3            | 0            | 0            | 0            |
| 07         | Rémy Cabella        | HSC Montpellier         | 08.04.1990 | 1 (0)          | ohne Einsatz | ohne Einsatz | ohne Einsatz | ohne Einsatz | ohne Einsatz |
| 09         | Olivier Giroud      | FC Arsenal (ENG)        | 30.09.1986 | 30 (8)         | 5            | 1            | 0            | 0            | 0            |
| 11         | Antoine Griezmann   | Real Sociedad (SPA)     | 21.03.1991 | 4 (3)          | 5            | 0            | 0            | 0            | 0            |
| 20         | Loïc Rémy           | Newcastle United (ENG)  | 02.01.1987 | 25 (5)         | 2            | 0            | 0            | 0            | 0            |
| Trainer    |                     |                         |            |                |              |              |              |              |              |
|            | Didier Deschamps    | Didier Deschamps        | 19.11.1965 |                |              |              |              |              |              |

Die restlichen vier Reservisten, die bis zum 28. Mai das vollständige Vorbereitungsprogramm mit absolviert hatten, waren (in Klammern: Verein, A-Länderspiele/Länderspieltore) die Abwehrspieler Benoît Trémoulinas (2/0) und Loïc Perrin (0/0, beide von der AS Saint-Étienne), dazu von Olympique Lyon für das Mittelfeld Maxime Gonalons (6/0) sowie der Angreifer Alexandre Lacazette (2/0).

## Vorbereitung, Unterkunft und Prämienregelung
Die eigentliche WM-Vorbereitungsphase begann mit einem Lehrgang ab dem 19. Mai im Verbands-Leistungszentrum. Bis zur Abreise nach Südamerika bestritten die Franzosen noch drei Testspiele vor heimischem Publikum. Zum Auftakt kamen am 27. Mai die Norweger ins Stade de France und wurden mit 4:0 besiegt, am 1. Juni ging es im Stade de Nice gegen Paraguay (1:1) und am 8. Juni – exakt eine Woche vor dem ersten französischen WM-Spiel in Brasilien – kam Frankreich im Stade Pierre-Mauroy zu einem 8:0 gegen Jamaika.
Als Quartier während der Vorrunde hatten die Bleus sich für eine „geräumige und moderne, aber nicht luxuriöse“ Hotelbungalow-Anlage in Ribeirão Preto entschieden. Mit dieser Wahl wollte der Verband „nach den Verschwendungen in Südafrika“ während der vorangehenden Weltmeisterschaft diesmal „zurückhaltender auftreten“.
Die Prämienregelung sah vor, dass die Spieler an den Sponsorenverträgen beteiligt werden, die die FFF zur Endrunde abgeschlossen hat; außerdem erhielten sie zusammen 30 % der erfolgsabhängigen Gewinnbeteiligung, die die FIFA an Frankreich nach Turnierende ausschüttet. Dafür entfielen die üblichen Punktprämien. Die 23 endgültigen WM-Teilnehmer haben sich darauf verständigt, diese Einnahmen durch 30 zu teilen, also auch den nur als Reservisten nominierten Spielern einen Prämienanteil zuzuerkennen.

## Spiele bei der WM-Endrunde

### Vorrunde
Bei der Weltmeisterschaftsendrunde in Brasilien traf Frankreich in der Vorrundengruppe E auf folgende Gegner:
- 15. Juni 2014, 21.00 Uhr MESZ (Porto Alegre, Estádio Beira-Rio): Frankreich – Honduras 3:0 (1:0)
  - Lloris – Debuchy, Sakho, Varane, Evra – Pogba (57. Sissoko), Cabaye (65. Mavuba), Matuidi – Valbuena (78. Giroud), Benzema, Griezmann
  - Tore: 1:0 Benzema (45., Foulelfmeter), 2:0 Valladares (48., Eigentor), 3:0 Benzema (72.)
  - Schiedsrichter: Sandro Ricci (Brasilien)
  - Bester Spieler der Partie: Benzema
- 20. Juni 2014, 21.00 Uhr MESZ (Salvador da Bahia, Arena Fonte Nova): Frankreich – Schweiz 5:2 (3:0)
  - Lloris – Debuchy, Sakho (66. Koscielny), Varane, Evra – Sissoko, Cabaye, Matuidi – Valbuena (78. Griezmann), Benzema, Giroud (63. Pogba)
  - Tore: 1:0 Giroud (17.), 2:0 Matuidi (18.), 3:0 Valbuena (40.), 4:0 Benzema (67.), 5:0 Sissoko (73.), 5:1 Džemaili (81.), 5:2 Xhaka (87.)
  - Schiedsrichter: Björn Kuipers (Niederlande)
  - Bester Spieler der Partie: Benzema
- 25. Juni 2014, 22.00 Uhr MESZ (Rio de Janeiro, Maracanã): Frankreich – Ecuador 0:0
  - Lloris – Sagna, Sakho (61. Varane), Koscielny, Digne – Pogba, Schneiderlin, Matuidi (67. Giroud) – Sissoko, Benzema, Griezmann (78. Rémy)
  - Schiedsrichter: Noumandiez Doué (Elfenbeinküste)

Die Bleus hatten bei früheren WM-Endrunden nur einmal gegen einen dieser drei Gruppengegner gespielt: 2006 waren sie gegen die Schweiz in der Vorrunde nicht über ein 0:0 hinausgekommen. Auf Honduras sind sie überhaupt noch nie getroffen, gegen Ecuador gab es vor dieser Endrunde erst ein Freundschaftsspiel (2:0-Erfolg in Grenoble im Mai 2008). Dagegen sind die Eidgenossen einer der häufigsten Kontrahenten in der französischen Länderspielgeschichte, und mit 15 Siegen bei neun Remis und zwölf Niederlagen ist diese Bilanz aus Sicht Frankreichs positiv.

### Achtelfinale
- 30. Juni 2014, 18.00 Uhr MESZ (Brasília, Estádio Nacional Mané Garrincha): Frankreich –Nigeria 2:0 (0:0)
  - Lloris – Debuchy, Koscielny, Varane, Evra – Pogba, Cabaye, Matuidi – Valbuena (90.+3 Sissoko), Giroud (62. Griezmann), Benzema
  - Tore: 1:0 Pogba (79.), 2:0 Yobo (90.+2, Eigentor)
  - Schiedsrichter: Mark Geiger (USA)
  - Bester Spieler der Partie: Pogba

Gegen Nigeria hatten die Franzosen bisher nur ein Freundschaftsspiel ausgetragen, in dem sie 2009 in Saint-Étienne mit 0:1 verloren hatten.

### Viertelfinale
- 4. Juli 2014, 18.00 Uhr MESZ (Rio de Janeiro, Maracanã): Frankreich –  Deutschland 0:1 (0:1)
  - Lloris – Debuchy, Sakho (71. Koscielny), Varane, Evra – Pogba, Cabaye (73. Rémy), Matuidi – Valbuena (85. Giroud), Benzema, Griezmann
  - Tor: 0:1 Hummels (12.)
  - Schiedsrichter: Néstor Pitana (Argentinien)

Die DFB-Auswahl gehört zu Frankreichs häufigsten Gegnern; die Gesamtbilanz der 25 vorangehenden Spiele ist mit elf Siegen, sechs Unentschieden und acht Niederlagen positiv. Bei WM-Endrunden gab es bisher drei Aufeinandertreffen, von denen die Bleus 1958 das Spiel um Platz 3 gewannen, 1982 – erst im Elfmeterschießen – und 1986 jeweils im Halbfinale aber unterlagen.